# Otto Rehhagel
Otto Rehhagel (Essen, 9. kolovoza 1938.), njemački je nogometni trener i bivši nogometaš. Uz Helmuta Schöna, Ottmara Hitzfelda, Udo Latteka i Hennesa Weisweilera, jedan je od najuspješnijih njemačkih trenera ikad. Bio je devet godina izbornik grčke nogometne reprezentacije, s kojom je osvojio Europsko prvenstvo 2004. godine.
Rehhagel je jedina osoba koja je, kao igrač i trener, nastupila u više od 1000 Bundesligaških utakmica. Zbog toga ima nadimak "Kind der Bundesliga" ("dijete Bundeslige"). U Bundesligi, drži rekord za najviše pobjeda (387), remija (205) i poraza (228), a njegove momčadi imaju rekord za najviše postignutih pogodaka (1473), kao i primljenih (1142).

## Karijera

### Igračka karijera
Rehhagel je igračku karijeru započeo 1952. u lokalnom klubu TuS Helene Altenessenu, prije nego što se premjestio u Rot-Weiss Essen, u kojem je igrao od 1960. do 1963. godine. Nakon osnutka Bundeslige, prešao je u Herthu Berlin (1963. – 65.), a od 1972. igrao je za Kaiserslautern. Odigrao je 201 utakmicu u Bundesligi. Kao igrač, Rehhagel je bio poznat kao čvrst branič.

### Trenerska karijera
Prvi trenerski angažman, Rehhagel je imao 1974. godine u Kickers Offenbachu, a zatim u Borussiji Dortmund, gdje je imao lošije uspjehe. Nakon kratkih treniranja Arminije Bielefeld i Fortune Düsseldorf, premjestio se u Werder Bremen, kojeg je trenirao od 1981. do 1995. godine. U Werderu, Rehhagel je preobratio momčad i imao je sjajne uspjehe u njemačkoj i Europi
Nakon četrnaest zlatnih godina, Rehhagel je 1995. godine napustio Bremen i otišao trenirati FC Bayern München. U Münchenu je imao jako lošu karijeru, nakon što je Bayern potrošio mnogo novca za pojačanja, Rehhagel ipak nije napravio mnogo uspjeha u klubu. Ubrzo je dobio otkaz, a nasljedio ga je Franz Beckenbauer.
Nakon Bayerna, Otto Rehhagel je trenirao 1. FC Kaiserslautern od 1996. i 2000. godine. Doveo je neku novu energiju u momčad, koja se uvelike poboljšala za vrijeme Rehhagelova vodstva. Najveći su uspjeh postigli 1998., kada su osvojili prvenstvo kao povratnici u ligu. Zbog mnogih svađa, Rehhagel je bio primoran napustiti Kaiserslautern.
2001.godine, Rehhagel je postao izbornik grčke reprezentacije. Kvalificirali su se na za UEFA Euro 2004 kao prvi ispred Španjolske i Ukrajine. Iako su bili autsajderi prvenstva, senzacionalno su pobijedili Portugal, Francusku i Češku (favorite za mnoge) na putu do finala, u kojem su ponovo pobijedili Portugal i osvojili prvenstvo. Rehhagel, koji je za mnoge bio zaslužan za osvajanje EP-a, postao je prvi strani trener koji je to natjecanje osvojio. Na Svjetsko prvenstvo 2006. nisu se uspjeli kvalificirati, a na UEFA EP-u 2008. su završili kao zadnji u skupini D ispred Švedske, Rusije i Španjolske. Na  Svjetskom prvenstvu 2010. Južnoj Africi, Rehhagelova Grčka je kao treća u skupini B ispala u prvom dijelu natjecanja. Nakon prvenstva, Rehhagel je najavio ostavku nakon 9 godina vođenja grčke reprezentacije.

## Privatni život
Oženjen je s Beate Rehhagel. Beate je također sjajna u svom zanimanju, jer ponekad traži igrače za svog muža. Imaju jedno dijete, Jensa Rehhagela, koji je nastupao kao poluprofesionalan nogometaš.
U Grčkoj, često je zvan Kralj Otto (βασιλιάς Όθων), vjerojatno zbog imena kralja Otta Grčkog, no taj je nadimak bio korišten za vrijeme treniranja u Njemačkoj. Mješajući riječ "Herakles" (Heraklo, Zeusov sin) i njegovo prezime Rehhagel, njegov sadašnji nadimak je "Rehakles". Rehhagel voli sebe zvati Kind der Bundesliga("dijete Bundeslige").
Iako ima 70 godina, Rehhagel i dalje ima jako malo sijede kose, koja je, čini se, prirodna. Jedan tabloid je imao brijaći test s Rehhagelovom kosom (Sport-Bild, 1998.), i potvrdio je tu činjenicu.

## Vanjske poveznice
- Rehakles.com - web stranica Otta Rehhagela  Arhivirana inačica izvorne stranice od 30. travnja 2008. (Wayback Machine)
- Otto Rehhagel: statistika na Fussballdaten.de (njem.)
- Rehhagelova pjesma  Arhivirana inačica izvorne stranice od 1. prosinca 2007. (Wayback Machine)